# Nelipić Katalin
Nelipić Katalin  (horvátul: Katarina Nelipić, ? – Rmanj, 1439), horvát nemesasszony, Ivaniš Nelipić cetini gróf lánya, Frangepán VI. János horvát bán felesége.

## Élete
Ivaniš Nelipić cetinai gróf, és az ismeretlen családból származó Erzsébet lánya. Szüleinek rajta kívül egy Margit nevű lányuk is született, aki Károly korbavai gróf felesége lett. 1411-ben eljegyezték Frangepán VI. Jánossal, Frangepán IV. Miklós vegliai, zenggi és modrusi gróf fiával. Nelipić, akinek nem volt fiú örököse 1411-ben örökbe fogadta leendő vejét, aki a hozomány útján megszerezte a Nelipić család összes birtokát. Ezt Zsigmond király 1412. november 28-án brinjei tartózkodásakor megerősítette. Megengedte Katalinnak, hogy apjának minden birtokát (Sinj és Travnik várait, Knint, Čačvinát, Omišt, Visućot, Kamicsácot és Kljucsot Prominával, Petrovo poljét, valamint Zvonigradot Odorjan zsupániával) hozományként férjének átadja.
János 1416 októberében vette feleségül Katalint, ezzel a Frangepánok Horvátország leghatalmasabb nemesi családjává váltak. A párnak 1416 és 1424 között megszületett fia, I. György. 1422-ben Cillei Frigyes gróf meggyilkolta János gróf rokonát, Frangepán Erzsébetet és Budára menekült. János gróf 1424-ben Budára ment, hogy bosszút álljon Cillei Frigyesen.  Ott volt VII. Erik dán király is,
Zsigmond király unokatestvére, akinek sikerült megakadályozni a vérontást. A dán király a Szentföldre akart látogatni és Zsigmond rávette János grófot, hogy tolmácsként kísérje el a királyt. A szentföldi útból végül semmi sem lett és a dán király visszatért hazájába, János gróf pedig előbb Velencébe, majd Dániába ment és csak 1434-ben, apja halála után tért vissza.
Hazatérése után Zsigmond király testvérével, II. Istvánnal együtt horvát-dalmát bánná nevezte ki, mely tisztséget 1436-ig töltötte be. Közben 1434 májusában meghalt Katalin apja Nelipić Ivaniš is, és a korábbi szerződés alapján Katalin férje Frangepán János örökölte birtokait. A király azonban már nem akarta elismerni a korábbi szerződéseket, és magának követelte a birtokokat. János gróf dacolva a királlyal nem volt hajlandó átadni azokat. Erre a király lázadónak nyilvánította, és 1436 elején elvette báni címét és az új bánt, Tallóci Matkót sereggel küldte ellene. János októberben még velencei közvetítéssel próbált kibékülni Zsigmond királlyal, de erre már nem volt ideje, mert nem sokkal ezután, november 20-án hirtelen meghalt.
Özvegye Katalin, átadta apja birtokait Tallócinak, hogy megmentse kiskorú fiának, Györgynek apai örökségét, amit a Frangepán család többi tagja testvérük „hűtlenségére” hivatkozva próbált kisajátítani. Tallóci közvetítésével sikerült is teljes bocsánatot kérnie a királytól (Prága, 1437. október 20.). Fiával Rmanjba, az Una felső folyásánál levő várba költözött, ahol 1439-ben elhunyt.